# Zabełków
Zabełków (deutsch Zabelkau, 1936–1945 Schurgersdorf) ist ein Ort in der Landgemeinde Krzyżanowice (Kreuzenort) im Powiat Raciborski der Woiwodschaft Schlesien in Polen. 

## Geographie
Zabełków liegt neun Kilometer südöstlich von Krzyżanowice, 19 Kilometer südöstlich Racibórz (Ratibor) und 60 Kilometer südwestlich von Kattowitz in der Nähe zur tschechischen Landesgrenze und der Oder. In Ortsnähe mündet die Olsa in die Oder.

## Geschichte

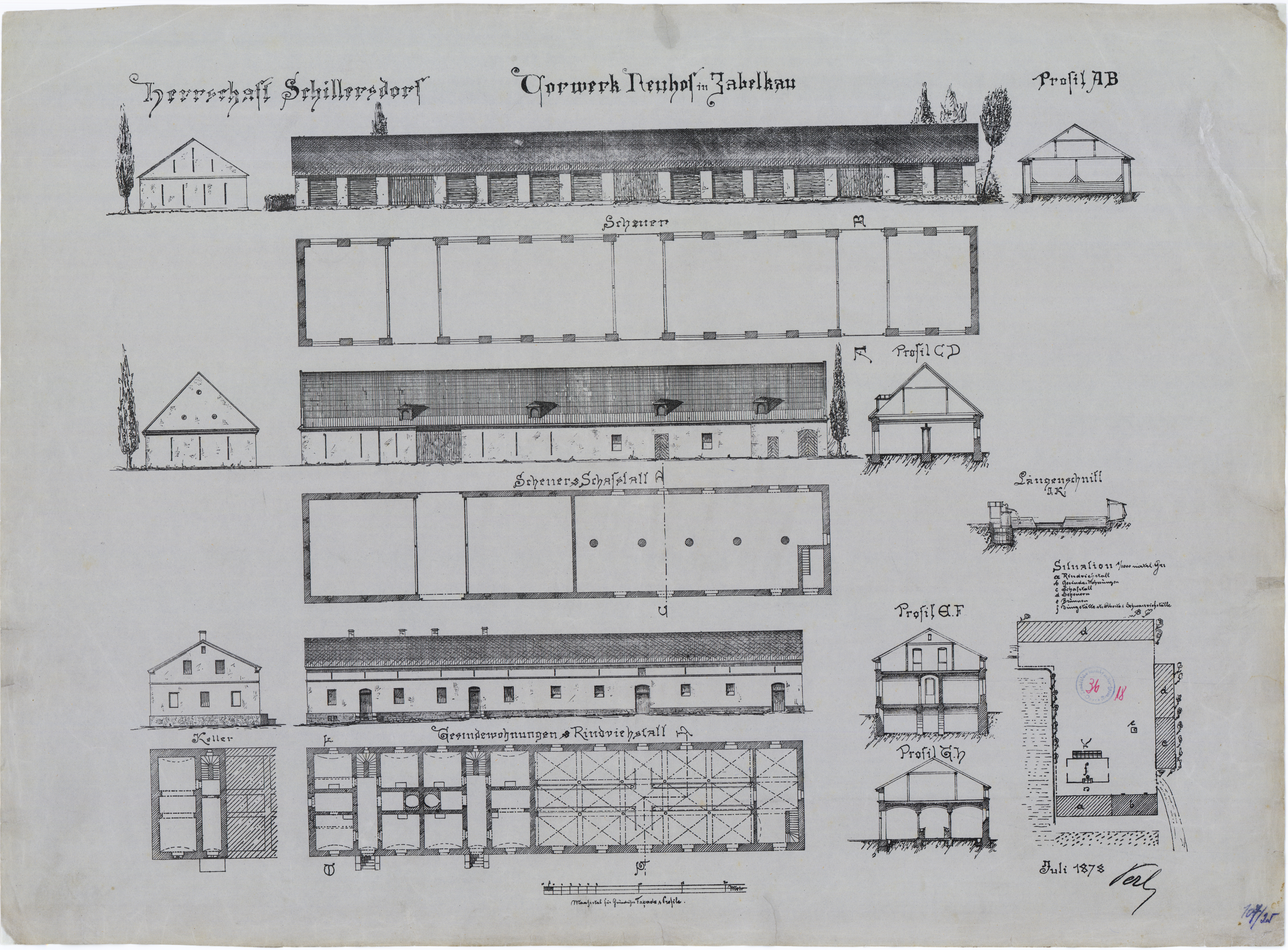
Vorwerk Neuhof (1878)

Der Ort entstand spätestens im 14. Jahrhundert. Am 6. Januar 1373 verlieh Herzog Johann I. von Troppau und Ratibor dem Ritter Pasco de Borutswerde einen neuen Lehnsbrief über seine Privilegien, da diesem die vom Ratiborer Herzog Lesko von Ratibor verliehenen Privilegien verbrannt waren. Darin wird ihm u. a. der Besitz von „Sabulkow“ und Neuschurgerdorf bestätigt.
1783 wurde „Zabelkau“ in den Beyträge(n) zur Beschreibung von Schlesien erwähnt. Es gehörte zum preußischen Teil der Herrschaft Oderberg im Weichbild Pless. Damals bestand es aus 275 Einwohnern, einer Mühle, 24 Bauern, neun Gärtnern und 21 Häuslern. 1850 wurde die Schrotholzkirche von Slawikau nach Zabelkau umgesetzt. 1865 bestand Zabelkau aus einem Rittergut und einer Landgemeinde. Zum Rittergut gehörte das Vorwerk Neuhof. Für das Jahr 1865 sind belegt: 14 Bauernhöfe, neun Halbbauern, zwei Viertelbauern und 65 Häuslerstellen sowie eine Wassermühle, eine Schule und eine Kirche.
Bei der Volksabstimmung in Oberschlesien am 20. März 1921 stimmten vor Ort 368 Wahlberechtigte für einen Verbleib Oberschlesiens bei Deutschland und 388 für eine Zugehörigkeit zu Polen. Zabelkau verblieb nach der Teilung Oberschlesiens beim Deutschen Reich. 1936 wurde der Ort im Zuge der Ortsumbenennungen der NS-Zeit in Schurgersdorf umbenannt. Bis 1945 befand sich der Ort im Landkreis Ratibor.
Als Folge des Zweiten Weltkriegs 1945 fiel der ehemals deutsche Ort  Zabelkau mit dem größten Teil Schlesiens 1945 unter polnische Verwaltung. Nachfolgend wurde es in Zabełków umbenannt. 1950 wurde es der Woiwodschaft Oppeln und 1975 Woiwodschaft Kattowitz eingegliedert. Ab 1999 gehört es zum wiedergegründeten Powiat Raciborski in der Woiwodschaft Schlesien.

## Bauwerke
- Hedwigskirche aus dem Jahr 1937. Daneben existierte im Ort eine Schrotholzkirche, die 1976 abbrannte.
- Wegekapelle, die dem hl. Florian gewidmet ist.
- Statue des böhmischen Landesheiligen Johannes von Nepomuk.

## Persönlichkeiten
- Josef Hermann Dudek (1833–1911), deutscher Hütteningenieur, siehe Zinkweißhütte Bernsdorf #Firmengeschichte
- Alois Gospos (1856–1922), deutscher Politiker (Zentrum)
- Augustin Warlo (1858–1918), deutscher Landmesser und Mitglied des Deutschen Reichstags.
- Józef Rymer (1882–1922), polnischer Politiker
- Bruno Sedlaczek (* 1928), deutscher Diplomat